# Gasparia tepakia
Gasparia tepakia là một loài nhện trong họ Toxopidae.
Loài này thuộc chi Gasparia. Gasparia tepakia được miêu tả năm 1970 bởi Raymond Robert Forster.